# Gwangju (Jeolla Południowa)

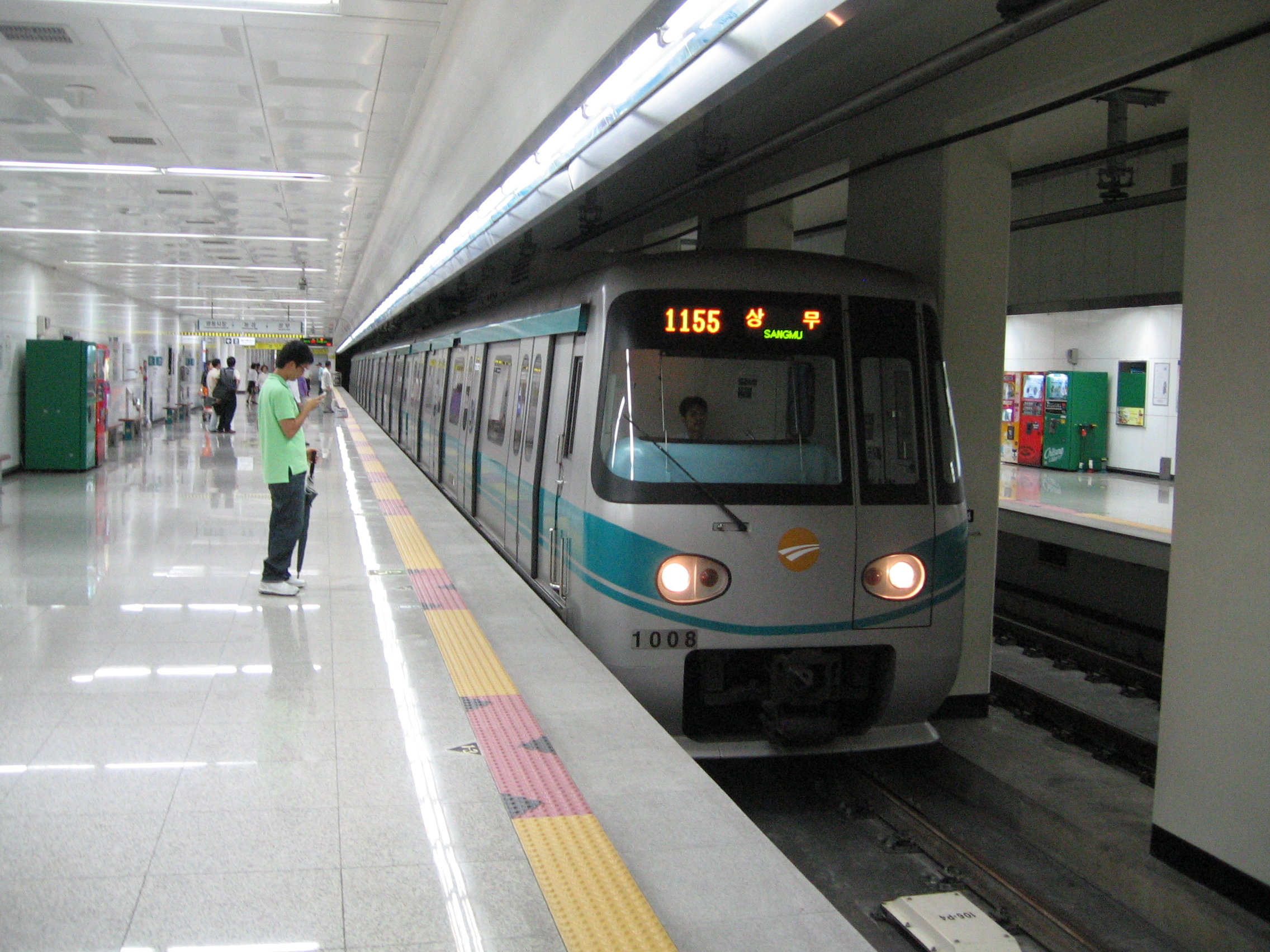
Metro w Kwangju

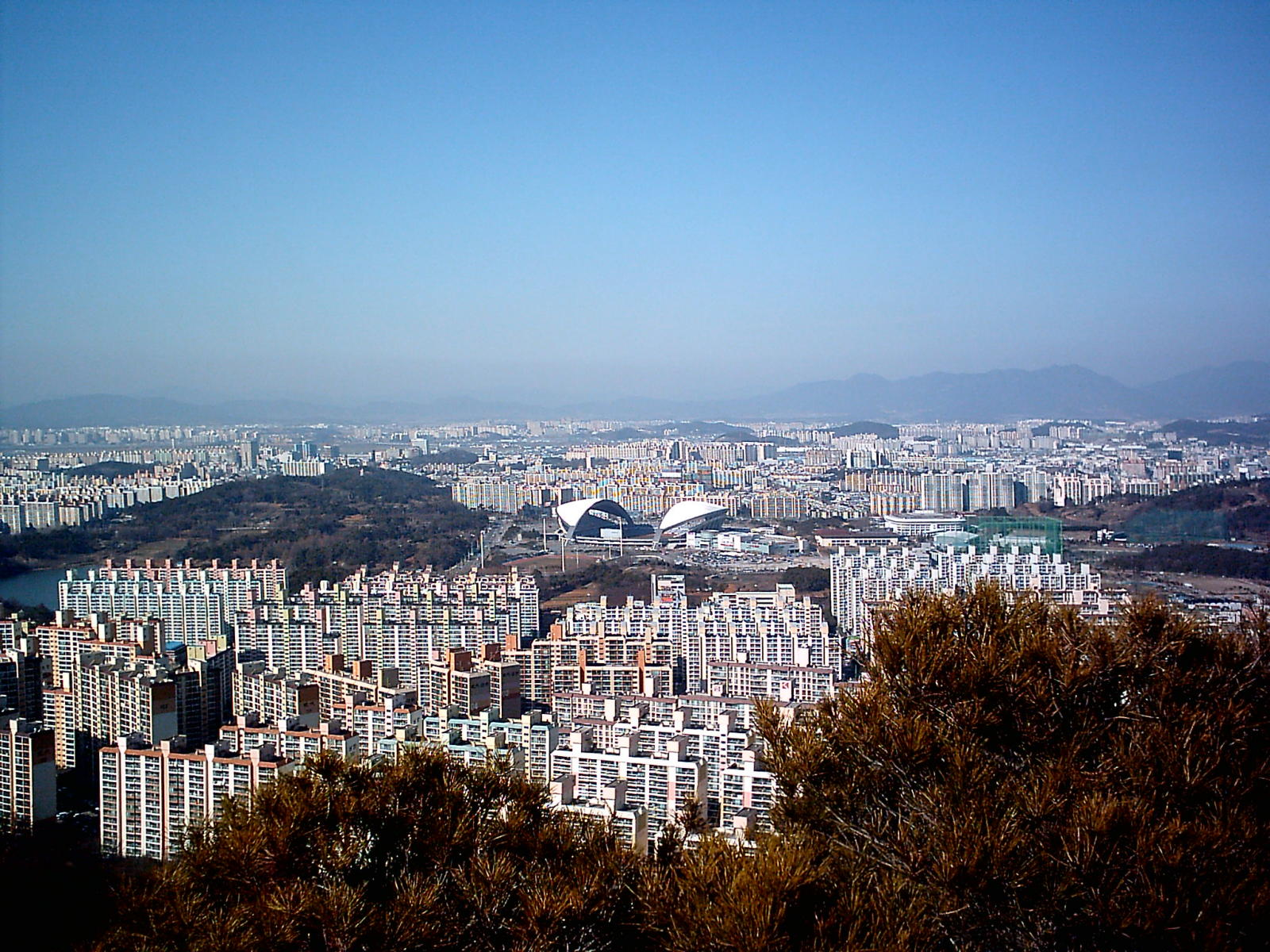
Widok na miasto

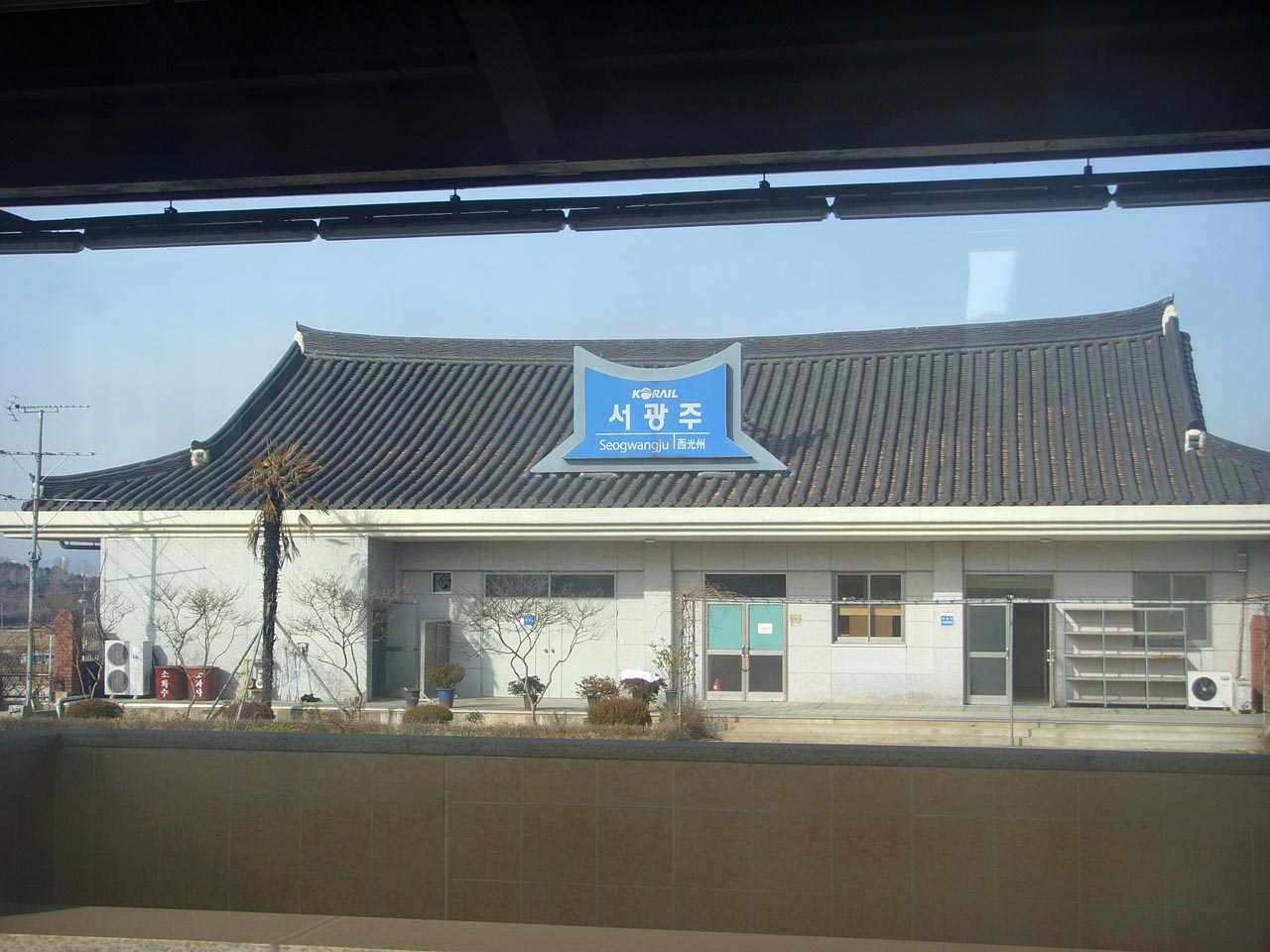
Stacja kolejowa Seogwangju

Gwangju (kor. 광주) – miasto na prawach metropolii w Korei Południowej. Znajduje się pod bezpośrednią kontrolą Ministra Spraw Wewnętrznych Korei Południowej. Siedziba rzymskokatolickiej archidiecezji.

## Historia
Miasto zostało założone około roku 57 p.n.e. i od tego czasu było centrum handlowym. Podczas okresu Trzech Królestw Korei było centrum administracyjnym Baekje.
Przemysł zaczął się rozwijać wraz z wybudowaniem w 1914 roku linii kolejowej łączącej z Seulem. Powstały browary, młyny ryżowe, rozwinął się przemysł tekstylny, produkujący wyroby z bawełny.
W 1929 roku, podczas okupacji japońskiej, starcia pomiędzy koreańskimi i japońskimi studentami przerodziły się w regionalną demonstrację, która zakończyła się międzynarodowym zrywem przeciwko władzy okupanta.
W maju 1980 w Gwangju doszło do potężnych demonstracji, w których brało udział dziesiątki tysięcy mieszkańców (patrz: Masakra w Gwangju). Protest był skierowany przeciwko zamachowi stanu z 12 grudnia 1979 i rządom wojskowej dyktatury generała Chon Doo Hwana. Armia do tłumienia demonstracji użyła jednostek pancernych. W wyniku pacyfikacji miasta zginęło według oficjalnych danych strony rządowej 165 osób.

## Podział administracyjny
Gwangju podzielone jest na 5 dzielnic (kor. gu). Poniżej znajduje się podział miasta na dzielnice oraz sąsiedztwa. Zastosowano transkrypcję poprawioną.
1. Buk-gu (북구; 北區)
2. Dong-gu (동구; 東區)
3. Gwangsan-gu (광산구; 光山區)
4. Nam-gu (남구; ; 南區)
  1. Baekun-dong (백운동; 白雲洞)
  2. Bangrim-dong (방림동; 芳林洞)
  3. Bongseon-dong (봉선동; 鳳仙洞)
  4. Chilseok-dong (칠석동; 漆石洞)
  5. Chon-dong (촌동)
  6. Daeji-dong (대지동; 大支洞)
  7. Deoknam-dong (덕남동; 德南洞)
  8. Dogeum-dong (도금동)
  9. Gu-dong (구동; 龜洞)
  10. Guso-dong (구소동; 九沼洞)
  11. Haengam-dong (행암동; 杏岩洞)
  12. Hwajang-dong (화장동; 禾場洞)
  13. Ijang-dong (이장동; 泥場洞)
  14. Imam-dong (임암동; 林岩洞)
  15. Jinwol-dong (진월동; 眞月洞)
  16. Jiseok-dong (지석동; 支石洞)
  17. Juwol-dong (주월동; 珠月洞)
  18. Nodae-dong (노대동; 老大洞)
  19. Sa-dong (사동)
  20. Seo-dong (서동; 書洞)
  21. Sinjang-dong (신장동; 新場洞)
  22. Songha-dong (송하동; 松下洞)
  23. Wolsan-dong (월산동; 月山洞)
  24. Wolseong-dong (월성동; 月城洞)
  25. Wonsan-dong (원산동; 元山洞)
  26. Yangchon-dong (양촌동; 良村洞)
  27. Yanggwa-dong (양과동; 良瓜洞)
  28. Yangrim-dong (양림동; 楊林洞)
5. Seo-gu (서구; 西區)
  1. Byeokjin-dong (벽진동; 碧津洞)
  2. Chipyeong-dong (치평동; 治平洞)
  3. Deokhong-dong (덕홍동)
  4. Geumho-dong (금호동; 金湖洞)
  5. Gwangcheon-dong (광천동; 光川洞)
  6. Hwajeong-dong (화정동; 花井洞)
  7. Maewol-dong (매월동; 梅月洞)
  8. Mareuk-dong (마륵동; 馬勒洞)
  9. Naebang-dong (내방동; 內防洞)
  10. Nongseong-dong (농성동; 農城洞)
  11. Pongam-dong (퐁암동)
  12. Seha-dong (세하동; 細荷洞)
  13. Seochang-dong (서창동; 西倉洞)
  14. Ssangchon-dong (쌍촌동; 雙村洞)
  15. Yang-dong (양동; 良洞)
  16. Yongdu-dong (용두동; 龍頭洞)
  17. Yuchon-dong (유촌동; 柳村洞)

## Sport
Miasto w roku 2015 gościło uczestników letniej uniwersjady. Wśród obiektów sportowych Gwangju można wymienić hale Gudong Arena oraz stadion Guus Hiddink Stadium.

## Miasta partnerskie
- Republika Chińska: Tainan (1968)
- Stany Zjednoczone: San Antonio (1981)
- ChRL: Kanton (1996)
- Indonezja: Medan (1997)
- Japonia: Sendai (2002)
- Brazylia: Maceió (2009)